# Compañía de Canarias
La Compañía de Canarias (Canary Company) fue una compañía privilegiada inglesa fundada en 1665 con el objetivo de adquirir a bajo precio vinos de Canarias estableciendo un monopolio sobre el comercio con las islas. Las reticencias de las autoridades canarias a negociar con la compañía, la oposición de los comerciantes ingleses ajenos a esta y la ilegalidad de su condición monopolística llevaron a su desaparición en 1667.

## Historia

### Contexto
El comercio entre España e Inglaterra se había visto interrumpido por la guerra anglo-española de 1655, en la que la república bajo el liderazgo de Oliver Cromwell se había visto enfrentada a la España de Felipe IV. La guerra, y la interrupción del comercio entre ambos países, había terminado en 1660 con la restauración de Carlos II en el trono de Inglaterra.
La producción y exportación de azúcar, que durante el siglo XVI había sido la base de la economía canaria, fue decayendo a medida que aumentaba la llegada a Europa del azúcar proveniente de las Indias occidentales; a lo largo del siglo XVII las islas encontraron un sustitutivo económico en la producción de malvasía, que en Inglaterra y sus colonias era ampliamente apreciada y demandada. 
Sin embargo, al terminar la guerra, el vino canario había aumentado fuertemente su valor en Inglaterra, doblando su precio en el periodo 1640-1660. Con el fin de conseguir una sustanciosa rebaja en la compra de este producto, los comerciantes ingleses propusieron al parlamento que se restringiera el negocio de la importación de vino a un reducido grupo de ellos: limitando el comercio del vino a una única empresa inglesa sería posible pactar los precios para forzar a los productores canarios a bajarlos.

### Fundación de la compañía
| El rey [Carlos II de Inglaterra] con disgusto e indignación consideró el obstinado vicio de esta nación... |

El 17 de marzo de 1665 Carlos II otorgó la patente real para la instauración de la nueva corporación, llamada originalmente Governour and Company of Merchants trading to the Canary Islands, o más popularmente Canary Company.
La compañía estaba presidida por un gobernador y un teniente de gobernador elegidos por votación, y estaba formada por 71 comerciantes londinenses con licencia para importar anualmente mercancías por valor de 1000 libras esterlinas durante siete años. Tanto las aportaciones económicas como las existencias serían gestionadas en un fondo común. Su primer gobernador fue Arthur Ingram.
Aunque el objetivo principal de la compañía era el vino, comerciaron con otro tipo de géneros, introduciendo en Canarias laurel, pescado salado, grano, ropa y textiles manufacturados, productos de Noruega, duelas de barril o herramientas, y extrayendo madera, cuero, índigo y cochinilla.

### Reacción en Canarias: el derrame del vino
Los procedimientos ingleses contaron con el apoyo del gobernador y capitán general de las islas, pero no tuvieron buena acogida entre los ayuntamientos canarios y los oidores de la Real Audiencia de Canarias, que ordenaron la expulsión de los agentes comerciales ingleses y prohibieron a los cosecheros vender vino a la compañía. Los viticultores se manifestaron violentamente en contra de esta disposición: en agosto de 1666, ante la imposibilidad de vender la mercancía almacenada a los ingleses, los productores de Garachico optaron por destruir la cosecha, en un episodio conocido como el "derrame del vino", que requirió la intervención del capitán general Gabriel Lasso de la Vega, quien pacificó los ánimos con una demostración de fuerza de sus tercios.
Para solventar las desavenencias, en agosto de 1667 llegó a Canarias Lorenzo Santos de San Pedro, comisionado por la corte bajo la regencia de Mariana de Austria. Santos consiguió ajustar un acuerdo entre las partes, que incluía la libertad de los canarios para vender su vino a un precio fijado entre 45 y 55 ducados la pipa (450 litros), la obligación de los comerciantes ingleses de fijar los precios de sus productos y la disolución de la Compañía de Canarias. El ajuste fue aprobado por la corte de Madrid en febrero de 1668.

### Desaparición de la compañía
Sin embargo, en Inglaterra no fue necesario esperar tanto para disolver la compañía: las dificultades que había experimentado en su corta vida, el fracaso en los objetivos planteados en su fundación, las protestas de los comerciantes ingleses que habían quedado fuera de la corporación y la consideración que de ilegal y perjudicial para Inglaterra tenía cualquier clase de monopolio, aconsejaron su disolución. El 18 de septiembre de 1667 Carlos II retiró a la Compañía de Canarias los privilegios de exclusividad otorgados en la patente real de 1665.
La desaparición de la compañía supuso el comienzo del declive de la exportación de vino canario, que se vio agravada en 1668 cuando Carlos II, casado con la infanta portuguesa Catalina de Braganza, prohibió la importación de vinos canarios a Inglaterra, en beneficio de los vinos portugueses.
Adicionalmente, en el proceso llevado a cabo en noviembre de 1667 contra el canciller inglés Edward Hyde, una de las acusaciones fue la de haber recibido sobornos para conseguir la aprobación de la fundación de la compañía.